# Proletárdiktatúra
A proletárdiktatúra Karl Marx által a 19. század közepén bevezetett fogalom, azon átmeneti időszak megnevezésére szolgál, melynek során a proletariátus képviselői a kezükbe ragadnak minden hatalmat a tőkés társadalmakban fennálló burzsoá állam lerombolása érdekében, és ezzel lehetővé teszik az átmenetet egy osztályok nélküli társadalomba, a kommunizmusba. A propagandában ezt gyakran egy olyan átmeneti jelenségként jelenítették meg, amely a kizsákmányolók, a korábbi elnyomók elnyomására irányul, és aminek addig kell fennmaradnia, amíg a burzsoáziától el nem vették minden gazdasági, politikai hatalmát, hogy az átkerüljön a proletariátus kezébe. Friedrich Engels szerint a proletárdiktatúra először az 1871-es Párizsi Kommünben valósult meg.
A kifejezés először Marx egyik Joseph Weydemeyerhez 1852-ben írott levelében jelent meg. Itt a kapitalizmust követő szocialista társadalom politikai hatalmát jelöli.

## Átfogalmazása

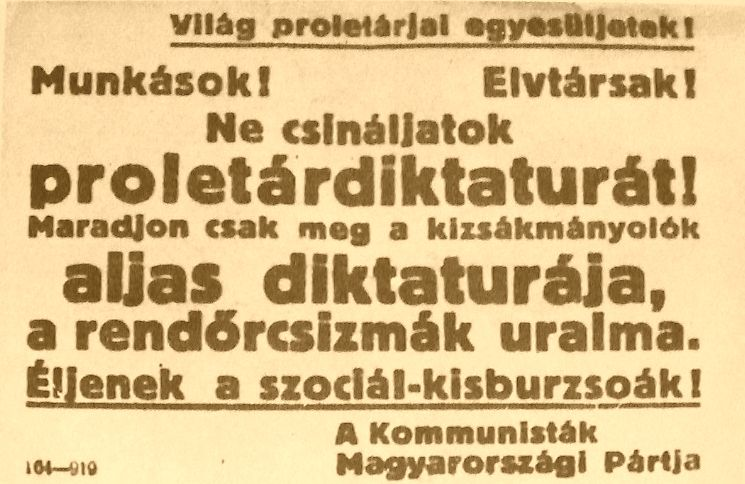
A KMP gunyoros hangú röpcédulája 1918 decemberéből a szocdemek ellen

A fenti, társadalomtudományi meghatározottságú marxi értelmezést a későbbi évtizedekben többször újrafogalmazták. Plehanov, a 19. század végi orosz szociáldemokraták vezetője tette mozgalmuk alaptételévé a proletárdiktatúra kivívásának igényét. Tanítványa, majd később ellenfele, a nála radikálisabb nézeteket valló Lenin már egészen más kontextusba helyezte a proletariátus diktatúrájának fogalmát. 1917-ben előadott áprilisi téziseiben elvetette a parlamentáris demokrácia jogosultságát egy esetleges proletárdiktatúrában, és társadalmi kérdésekben az osztályharcra helyezte a hangsúlyt. Az első, 1918-as szovjet alkotmány szerint országuk proletárdiktatúra, amelyet a szovjethatalom irányít (a passzus 1936-ban kikerült az alaptörvényből).
Az 1920-as évektől kezdve a nyugati közvélemény a Szovjetunió és a keleti blokk országainak sztálini típusú állami terrorját illette a proletárdiktatúra elnevezéssel – sokak szerint helytelenül.